# Восстание Костки-Наперского

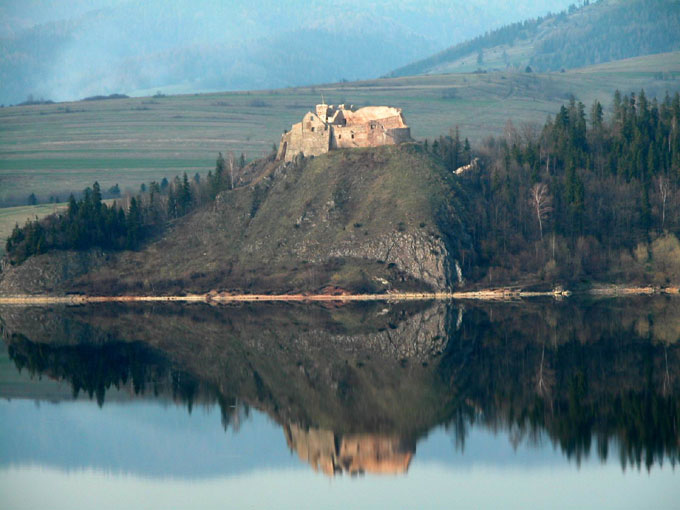
Руины Чорштынского замка на одноимённом озере

Восстание Костки-Наперского (пол. Powstanie Kostki-Napierskiego) — крестьянское восстание 1651 года в Речи Посполитой под руководством шляхтича Александра Костки-Наперского, авантюриста и офицера польской армии.
Костка-Наперский набрал свои силы из мятежных горцев в горной части Малой Польши.
Восстание началось в июне в Подгалье (район Прикарпатья) в юго-восточной части Речи Посполитой во время подготовки шведского вторжения под влиянием Восстания Хмельницкого (1648—1654) и играло на руку Богдану Хмельницкому и князю Трансильвании.
14 июня крестьяне овладели замком Чорштын (Краковское воеводство), что стало сигналом к восстанию. которое в течение нескольких дней охватило Подгалье и вышло за его пределы. Однако уже 24 июня войска, собранные краковским епископом Петром Гембицким, захватили Чорштын. Костка-Наперский и его ближайшие помощники Станислав Лентовский и Мартин Радоцкий были схвачены и казнены, а восстание подавлено в начале июля.